# Nezdenice
Nezdenice är en ort i Tjeckien.   Den ligger i distriktet Okres Uherské Hradiště och regionen Zlín, i den östra delen av landet, 270 km sydost om huvudstaden Prag. Nezdenice ligger 248 meter över havet och antalet invånare är 794.
Terrängen runt Nezdenice är kuperad österut, men västerut är den platt. Nezdenice ligger nere i en dal. Runt Nezdenice är det ganska glesbefolkat, med 40 invånare per kvadratkilometer. Närmaste större samhälle är Uherský Brod, 7,7 km väster om Nezdenice. I omgivningarna runt Nezdenice växer i huvudsak blandskog.